# カナダの地理
カナダの地理（カナダのちり、英語：Geography of Canada）は、北アメリカ大陸に位置するカナダの地理について記述したものである。

## 概要
カナダは北アメリカ大陸の大部分を占める広大な国土を持ち、南はアメリカ合衆国本土、北西はアメリカ合衆国アラスカ州と国境を接している。カナダは東は大西洋、西は太平洋に面し、北は北極海である。北東にはグリーンランドとハンス島で国境を接している。また、南東にはフランスの海外領土であるサンピエール島・ミクロン島があり、ヌーベルフランスの名残をとどめている。
カナダは、水域を含む総面積では、ロシアに次いで世界第2位の国である。しかし、陸地面積だけで見ると、カナダは第4位である。その差は、淡水湖の割合が世界一であることに起因している。
カナダは13の州と準州のうち、内陸にあるのは2つだけ（アルバータ州とサスカチュワン州）であり、他の11州はすべて3つの海のいずれかに直接面している。
カナダには世界最北の居住地があり、北極から817km（508マイル）のエルズミア島（北緯82.5度）の北端にカナダ軍アラート基地がある。カナダの北極地域の大部分は氷と永久凍土に覆われている。カナダは世界で最も長い海岸線を持ち、その総延長は243,042km（151,019 mi）である。また、アメリカ合衆国との国境は世界で最も長い陸上国境で、8,891km (5,525 mi) に及ぶ。カナダの北極圏に浮かぶ3つの島、バフィン島、ビクトリア島、エルズミア島は、世界でも10本の指に入る大きさである。
カナダは、カナダ楯状地、中央平原、五大湖・セントローレンス低地、アパラチア地域、太平洋岸コルジレラ山地帯、ハドソン湾低地、北極諸島の7つの地形に分けられる。またカナダは生態系の観点では15の陸域生態系地域帯と5の海洋域生態系地域帯に分けられ、分類上8万種以上の生物が生息している。カナダは前回の氷河期の終わりから現在にかけて、カナダ楯状地上の広大な極地のタイガを含む8つの異なる森林地域で構成されている。カナダの国土面積の42パーセントは森林で覆われており（世界の森林地の約8パーセント）、主にトウヒ、ポプラ、松で構成されている。カナダには200万以上の湖があり、そのうち100km2（39平方マイル）以上の湖は世界最多で563あり、世界の淡水の多くを貯蔵している。またカナディアン・ロッキー、西海岸部の山脈、北極圏の山脈には淡水氷河が存在する。また、最近の世界的なリモートセンシングの分析によると、カナダには6,477km²の干潟があり、干潟の発生量の多さでは5位となっている。生態系の保護のためにカナダの保護地域と国立野生生物保護区が設定されている。
カナダは地質学的に活発で、西部太平洋岸では地震が多く、ミーガー山山塊、ガリバルディ山、ケイリー山、エジーザ山複式火山を筆頭に活火山がある。 カナダの冬と夏の平均最高気温は北部の極寒の気候から南部地域の暑い夏まで、四季がはっきりとしている。